# Reinigbarkeit
Reinigbarkeit ist ein Begriff vorwiegend aus der Lebensmittelverarbeitung. Damit wird auf die Beschaffenheit der Oberflächen von Anlagen und Geräten bei lebensmittelverarbeitenden Prozessen hingewiesen, um eine optimale Reinigung einerseits und auch die Vermeidung von mikrobieller Kontamination des Lebensmittels während des Verarbeitungsprozesses zu gewährleisten.
An medienberührenden Oberflächen darf es zu keinen Ablagerungen kommen, die sich auf die Produktqualität negativ auswirken. In diesen Bereichen sollte die Oberflächenrauheit daher geringer sein als 0,8 µm (vgl. EHEDG doc. 8). Falls diese Rauheit überschritten wird, kann es während einer Desinfektion zu Resistenzen kommen. Diese entstehen, wenn Mikroorganismen nur in Berührung mit Desinfektionsmitteln kommen, jedoch nicht abgetötet werden.
Bei der Prüfung der Reinigbarkeit einer Oberfläche bezüglich Partikel kann die Auswertung beispielsweise in Korrelation zu den Oberflächenreinheitsklassen nach VDI 2083 Blatt 9.1 erfolgen. Die Prüfung der Oberflächenrauheit kann beispielsweise mittels Tastschnittverfahren (DIN EN ISO 11562) oder AFM (atomic force microscope) durchgeführt werden. Ein standardisiertes Verfahren nach Norm gibt es für die Messung mittels AFM bisher jedoch noch nicht.